# التهاب کیسه صفرا

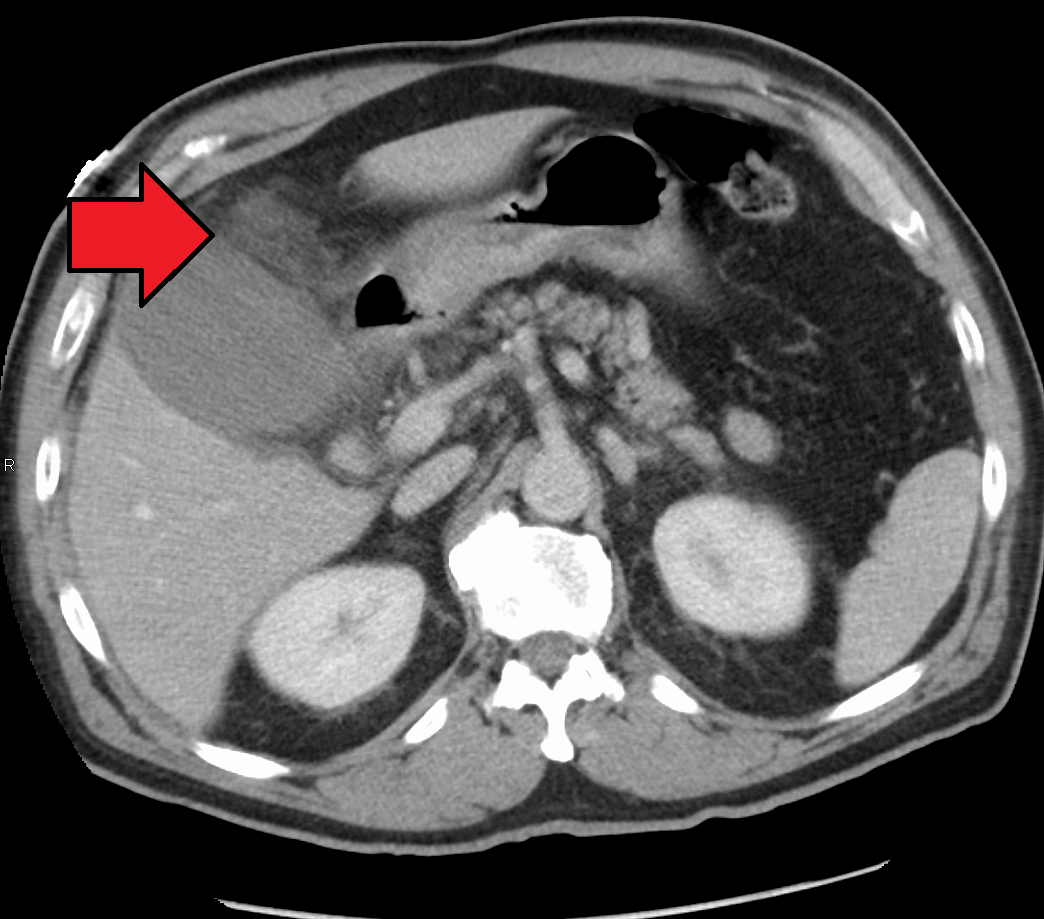
کله سیستیت حاد در سی تی اسکن

کُله‌سیستیت (به انگلیسی: Cholecystitis) یعنی التهاب کیسه صفرا، این بیماری اغلب ناشی از سنگ کیسه صفرا (کله لیتیاز) می‌باشد. علائم بیماری به صورت کولیک صفراوی (درد به مدت ساعت‌ها در ربع فوقانی راست شکم که به پشت و شانه راست انتشار دارد) گاه همراه با تهوع و استفراغ است. گاهی درد به دنبال مصرف غذای چرب می‌باشد. ممکن است فردی سال‌ها سنگ کیسه صفرا داشته باشد ولی وارد مرحله حاد نشود. تنها ۲۵ درصد افراد دارای سنگ کیسه صفرا علائم کله سیستیت را تجربه می کنند.
در کله سیستیت حاد ما درد شکمی شدید، تب و لرز، زردی، استفراغ و… داریم؛ که اغلب به علت انسداد مجرای کیستیک یا گردن کیسه صفرا توسط سنگ است ولی گاهی نیز سایر علل مانند تومورها موجب انسداد مجرا می‌شوند.
البته کله سیستیت بدون سنگ (Acalculous Cholecystitis) به صورت حاد در بیماران شدیداً بدحال و به صورت مزمن (CAC) نیز داریم.
سنگ کیسه صفرا در این افراد بیشتر دیده می‌شود: خانم‌های بالای ۴۰ سال، چاقی، بارداری، کاهش وزن سریع، رژیم غذایی پرچرب و کم فیبر، کم‌خونی داسی شکل، سابقه خانوادگی بیماری کیسه صفرا
سونوگرافی استاندارد طلایی جهت تایید تشخیص است. کلانژیوگرافی آندوسکوپیک پس رونده (ERCP) گاه در تشخیص و درمان سنگ های مجرای صفراوی مفید است.

## تشخیص
تشخیص کوله‌سیستیت توسط شرح‌حال (درد شکمی، تهوع، استفراغ، تب) و معاینات فیزیکی علاوه بر تست‌های آزمایشگاهی و اولتراسونوگرافی پیشنهاد شده‌است. نشانه بواس که درد در ناحیه شانه راست است، می‌تواند نشانه‌ای از کولسیستیت حاد باشد.

## درمان
کله سیستکتومی (برداشتن کیسه صفرا) درمان انتخابی سنگ کیسه صفرا و کله سیستیت حاد می‌باشد. کله سیستکتومی با لاپاراسکوپ امروزه بهتر از کله سیستکتومی با جراحی باز است. اقدامات حمایتی مانند احیاء مایعات و آنتی‌بیوتیک وسیع‌الطیف نیز به کار می‌رود. داروهای ضددرد، از جمله مخدرها، برای تخفیف درد تجویز شوند. در موارد غیر حاد امکان دارد مصرف اورسودیول برای حل کردن سنگ‌های صفراوی توصیه شود؛ و البته باید این دارو به مدت دو سال مصرف شود و در برخی بیماران (به خصوص سنگ‌های کوچک کلسترولی) مؤثر می‌باشد. در این بیماران همچنین رژیم کم چربی و مسکن تجویز می‌شود.
از درمان‌های جدید سنگ کیسه صفرا در موارد غیر حاد تزریق مواد حلال از طریق پوست به کیسه صفرا و نیز شکستن سنگ‌ها به کمک شوک امواج ارسالی از خارج از بدن (E.S.W) است.